# NGC 5182
NGC 5182 este o galaxie spirală situată în constelația Hidra. A fost descoperită în 13 mai 1834 de către John Herschel. Se află la o distanță de 59,94 de megaparseci de Pământ.